# Аралієві
Аралієві (Araliaceae) — родина рослин порядку аралієцвітих (Apiales). Містить приблизно 43 роди й 1650 видів. Поширення здебільшого тропічне, незначно помірне. Це від малих кущів до великих дерев, рідше ліани чи трави, голі або запушені.